# هلن جیمزون
هلن جیمزون (به انگلیسی: Helen Jameson) (زادهٔ ۲۵ سپتامبر ۱۹۶۳) شناگر اهل بریتانیا است.